# Paul-Louis Dazemard de Lusignan
Paul-Louis Dazemard de Lusignan, né le 19 novembre 1691 à Champlain et mort le 2 septembre 1764 à  Québec, est un officier de la Nouvelle-France, capitaine des troupes de la Marine et commandant du fort Chambly.

## Biographie
Paul-Louis Dazemard de Lusignan était le fils de l'écuyer Paul-Louis Dazemar de Lusignan et de Jeanne Babie.
Paul-Louis Dazemard de Lusignan s'engagea dans les troupes de la Marine, comme cadet en 1705. Il devint enseigne en 1712, puis sous-lieutenant en 1721.
Le 8 janvier 1722, Lusignan épousait à Montréal, Madeleine-Marguerite Bouat, fille de François-Marie Bouat, un lieutenant général au tribunal de la prévôté de Montréal. Ils eurent dix enfants.
En 1734, alors qu'il est aide-major au fort Niagara, il est élevé au grade de lieutenant.
En 1735, il est nommé commandant du fort Saint-Joseph, dans le pays des Illinois, fonction qu'il assumera jusqu'en 1743.
En 1744, Paul-Louis Dazemard de Lusignan est élevé au grade de capitaine. Le gouverneur de la Nouvelle-France, Charles de La Boische, l'envoie le nomme commandant du fort La Baye situé sur la Baie des Puants afin d'y rétablir l'ordre entre diverses tribus amérindiennes et surveiller le commerce de la fourrure. Il réussira dans cette mission qui prit fin en 1747. 
En 1749, il est nommé commandant du fort Saint-Frédéric jusqu'en 1758. Durant l'été 1749, il accueillit au fort l'explorateur et botaniste suédois, Pehr Kalm
En 1752, Paul-Louis Dazemard de Lusignan est élevé au rang de chevalier de l'Ordre de Saint-Louis.
En 1760, il est nommé commandant du fort Chambly.
Épuisé par la maladie, il ne peut partir avec ses troupes pour la France. Il est en convalescence et son départ est repoussé jusqu'en 1764. Il meurt à Québec au moment où il doit embarquer pour la France.